# Broughton Archipelago
Broughton Archipelago är en ö i Kanada.   Den ligger i Regional District of Mount Waddington och provinsen British Columbia, i den sydvästra delen av landet, 3 700 km väster om huvudstaden Ottawa.
I omgivningarna runt Broughton Archipelago växer i huvudsak barrskog.